# Zamek w Bemowiźnie
Zamek w Bemowiźnie – zamek biskupów warmińskich znajdujący się nad rzeką Pasłęką, istniejący w latach 1289–1305, w dawnej wsi Gronkowo (niem. Grunenberg) – obecnie okolice Bemowizny. Zamek ze względu na swoją drewniano-ziemną konstrukcję nie zachował się – w źródłach z 1330 roku nie ma już o nim wzmianki, a obecnie po zamku nie ma już żadnego śladu.
Powstał z inicjatywy Henryka Fleminga i był tymczasową siedzibą dla biskupów warmińskich.